# 시나노 철도
시나노 철도 주식회사(しなの鉄道株式会社)는 나가노현에 있는 제3종 철도사업자인 일본의 철도 회사이다.

## 회사 개요
호쿠리쿠 신칸센(나가노 신칸센)의 개업 시에 JR 동일본으로부터 경영 이관된 신에쓰 본선·가루이자와역 - 시노노이역 사이를 운영하는 철도의 회사로서 설립되었다. 이 구간은 현재 시나노 철도선이 되었다.
장거리 이용객이 나가노 신칸센을 이용하는 것 등에 의해 개업 당초부터 경영은 힘들고, 2001년 9월의 중간결산에서는 누적적자가 24억 엔 이상이 되어 자본금 23억 엔을 웃도는 채무초과 상태에 빠졌다. 그 때문에 동년에 「시나노 철도 경영 개혁을 향한 제언」을 책정. 2002년 6월부터는 여행 회사인 에이치·아이·에스(HIS)으로부터 스기노 타다시를 사장으로 맞이해 퇴임할 때까지의 2년간에 고령자의 승강 시중을 실시하는 「트레인 어텐던트」나 써포터 제도의 신설이라고 하는 경영 개혁을 진행시켰다. 개업 직후에는 많은 역에서 JR 동일본 선으로의 환승 승차권이 발매되고 있었지만 2002년에 환승 승차권의 발매역·발매 범위가 큰폭으로 축소되어 사용되지 않게 된 발권기는 회사의 공식 홈페이지에서 일반용으로 판매되었다.
스기노의 경영 수완에 의해 시나노 철도는 흑자로 돌아섰지만 2004년에는 감손 회계도입을 진행시키고 싶다는 다나카 야스오지사와 「상하 분리 방식」을 주장하는 스기노가 대립을 일으켜 사장을 사임했다(그 후 스기노는 사이타마 고속 철도의 대표이사로 취임, 2007년 4월의 가나가와현 지사 선거에 입후보).그 후 스카이 마크 에어라인즈(현 스카이 마크)의 전 사장인 이노우에 마사유키를 사장으로 맞이해 감손 회계를 단행, 그 결과 2005년도 결산에 대해 개업 이래의 처음으로 최종 손익에 대해 흑자를 계상하기에 이르렀다. 이노우에 마사유키 사장 아래에서도 역 구내에서 복권을 판매하는 등의 사업을 전개하고 있다. 이노우에는 2008년 9월 30일자로 퇴임했다.
일찍이 존재한 시나노 철도(현재의 JR 오이토 선의 일부)와는 아무 관계도 없다.

## 역사
- 1996년 5월 1일: 설립.
- 1997년 10월 1일: 시나노 철도선 가루이자와 - 시노노이 간이 개업.
- 2001년 3월 22일: 운임 개정. JR 동일본과의 승계할인액을 축소.
- 2002년
  - 3월 25일: 본사를 나가노시에서 우에다시로 이전.
  - 7월 12일: 레일 써포터·트레인 써포터 모집 개시.
  - 9월 9일: 주요역이나 열차에 '트레인 어텐던트'를 배치.
  - 10월 1일: JR 각사와의 연락 운수 취급 범위 축소.
- 2006년 7월 1일: '시나노 철도 팬클럽' 창설.
- 2007년 6월 1일: 운임 개정(이전보다 12.5% 인상. 최초구간 운임이 160엔에서 180엔으로)및 JR동일본과의 승계할인 운임의 할인율을 축소. 연중 회수권 명칭 「환승11회수권」을 고쳐 「치쿠마가와 회수권」으로 변경.
- 2008년 9월 13일: 구 신에쓰 본선 가루이자와 - 세키야마간 개업 120주년 기념 사업으로서 169계 전철을 가루이자와 - 나가노간에서 운전 개시(2009년 3월까지. 자세한 것은 차량 항 참조).
- 2015년 3월 14일: 신에쓰 본선 나가노 ~ 묘코코겐 구간을 계승, 기타시나노 선 개통.

## 노선
- 시나노 철도선(가루이자와 ~ 시노노이, 65.1 km)
- 기타시나노 선(나가노 ~ 묘코코겐, 37.3 km) (신에쓰 본선에서 이관됨.)

## 차량
- 115계 - 3량편성(S1 - S4, S6 - S11편성) 30량과 2량편성(S21 - S27편성) 14량이 재적

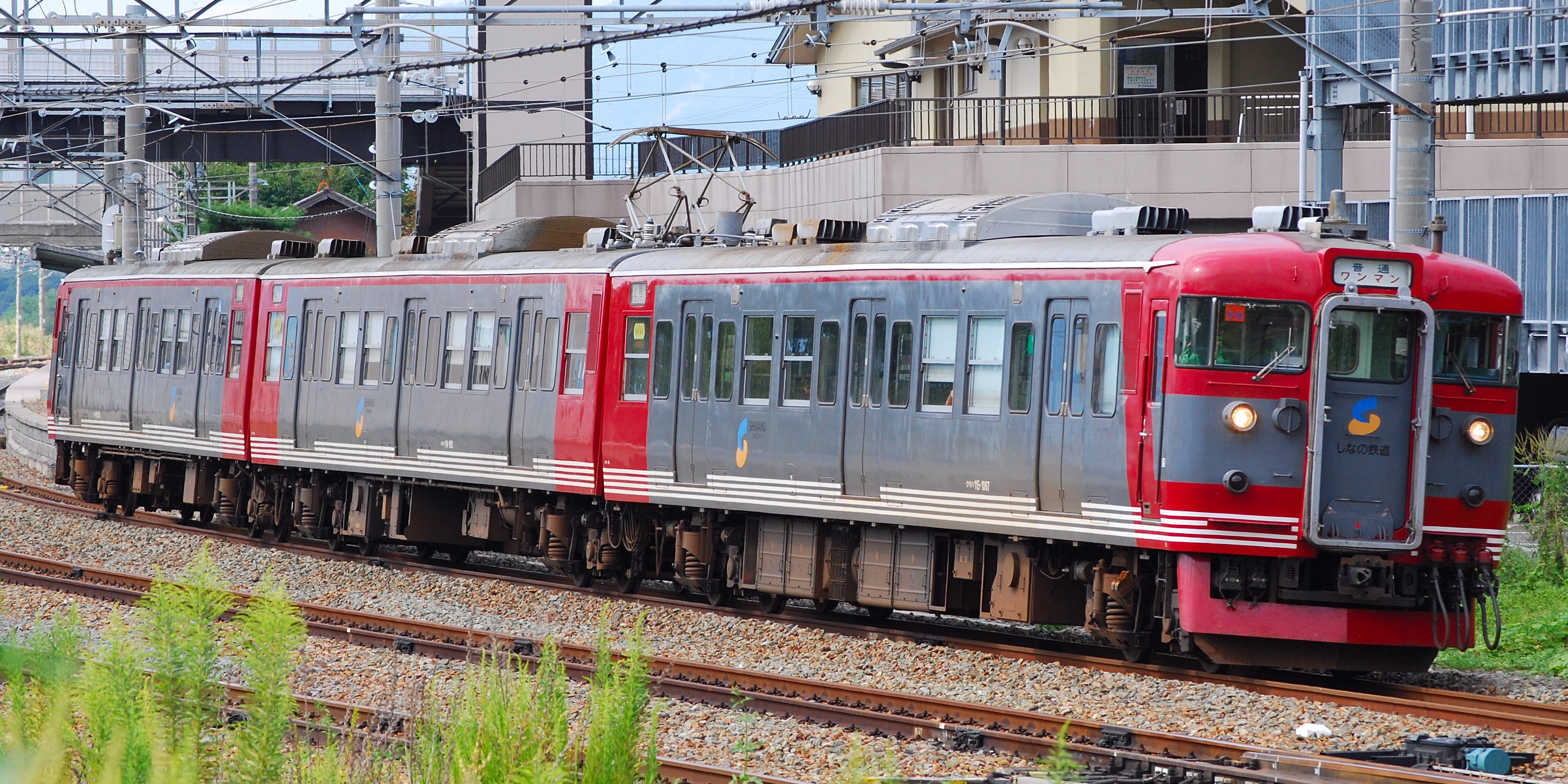
3량편성 115계 모습
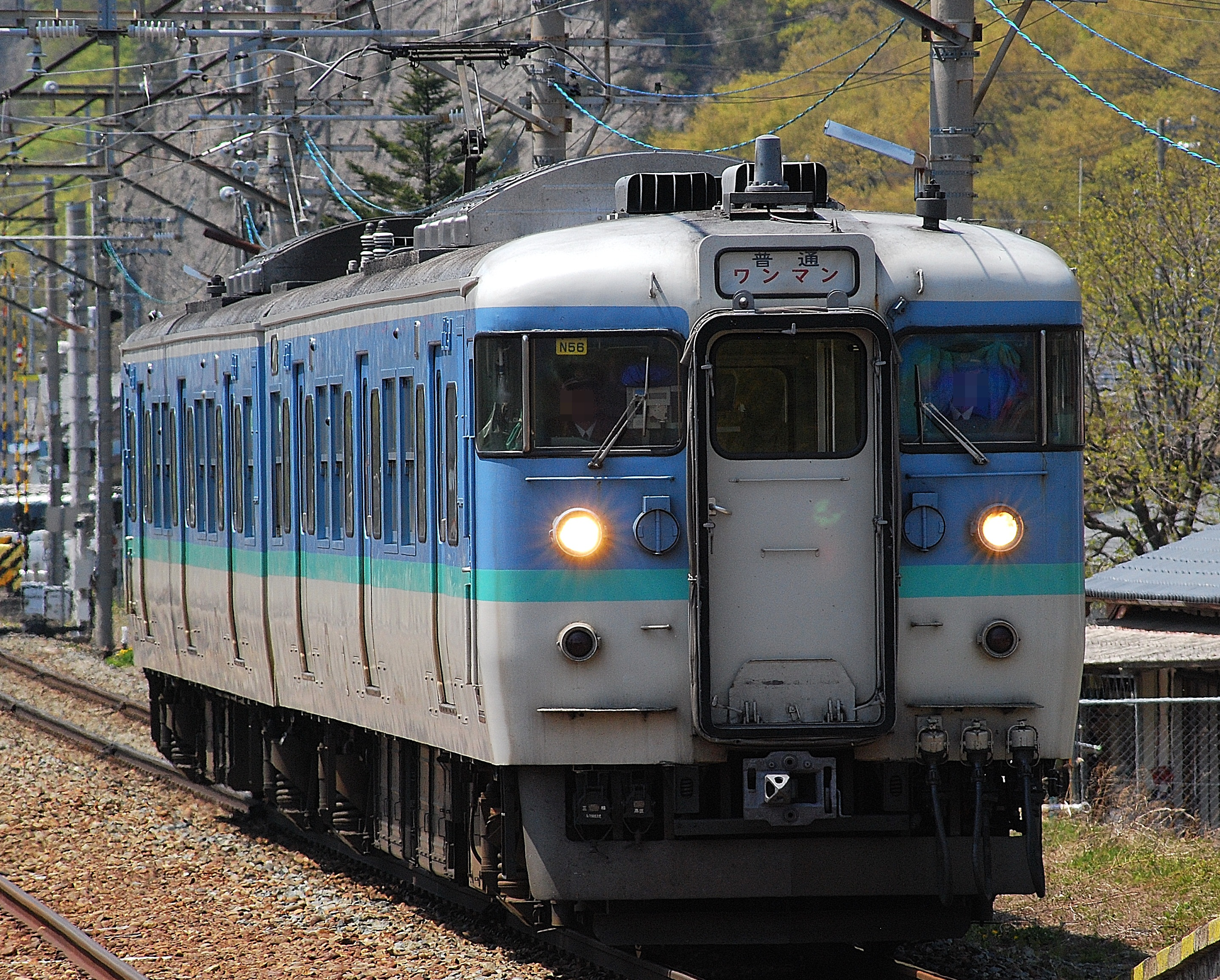
2량편성 115계 모습(JR 도색)

S8 편성은 특별열차 '로쿠몬' 전용 차량이다.
2007년 기준으로 보유하는 차량은 전환 시에 JR 동일본으로부터 받은 일본 국철형 전철뿐이다(169계 중 3량은 1998년에 JR 동일본에서 구입했다). 115계 전철에는 도어 차임이 있다. 또, 각 차량의 도어 위에는 액정 디스플레이가 있어 스폰서 기업의 광고가 나온다.
169계는 일찍이 치환의 계획이 있어 2002년경에 영단 지하철(현 도쿄 메트로)으로부터 5000계 전철을 구입할 계획이 있었지만 재정난으로 포기, 2006년부터 저코스트타입의 신형차량을 도입하는 것이 결정(2량편성×5차량을 3년 계획으로 등장시킬 예정)되었기 때문에 중고 전동차 구입 계획은 없어졌다. 그러나 그 후 경영 상황에 의해 신형 차량 도입도 당분간 보류한다고 공식 홈페이지에서 발표되고 있다.
2008년, 구 신에쓰 본선 가루이자와 - 세키야마간 개업 120주년 기념으로서 JR 동일본과의 공동 기획에 의해 시나노 철도에 소속된 169계 전철 S52편성을 2009년 3월까지의 기간 한정으로 쇼난 전철 도색으로 변경해 동년 9월13일·14일에 가루이자와 - 나가노간에서 운전하는 임시 열차 「쾌속 리바이벌 신슈호」를 시작으로 통상 다이어의 열차나 임시 열차, 단체 열차 등에서 운행할 예정이다.
차량 기지는 도구라 역 구내에 다수의 유치선이 있어, 차량 기지로 쓰인다. 세차 설비도 있다.

### 퇴역 차량
- 169계: 2013년 4월 29일 운행 종료.

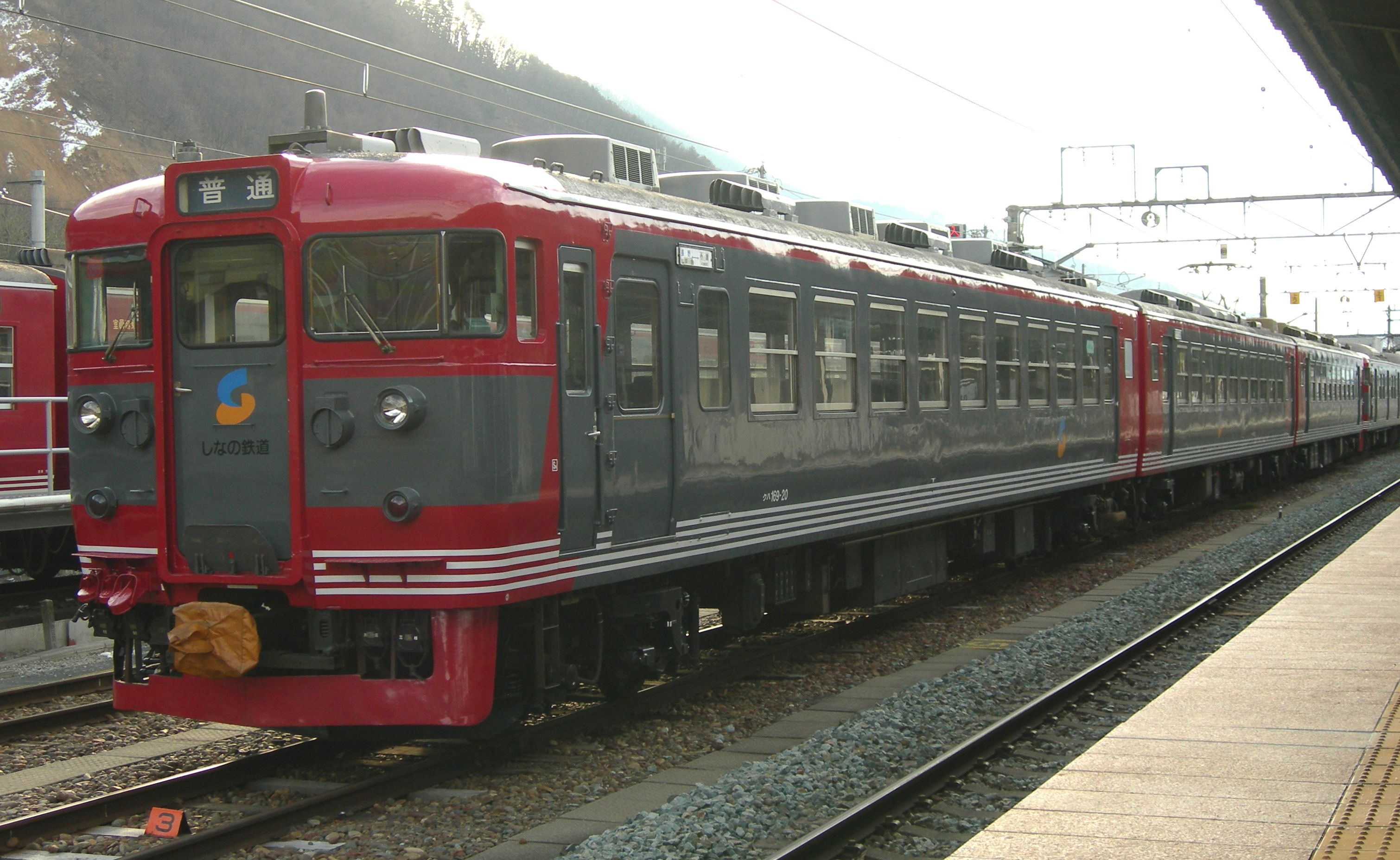
169계
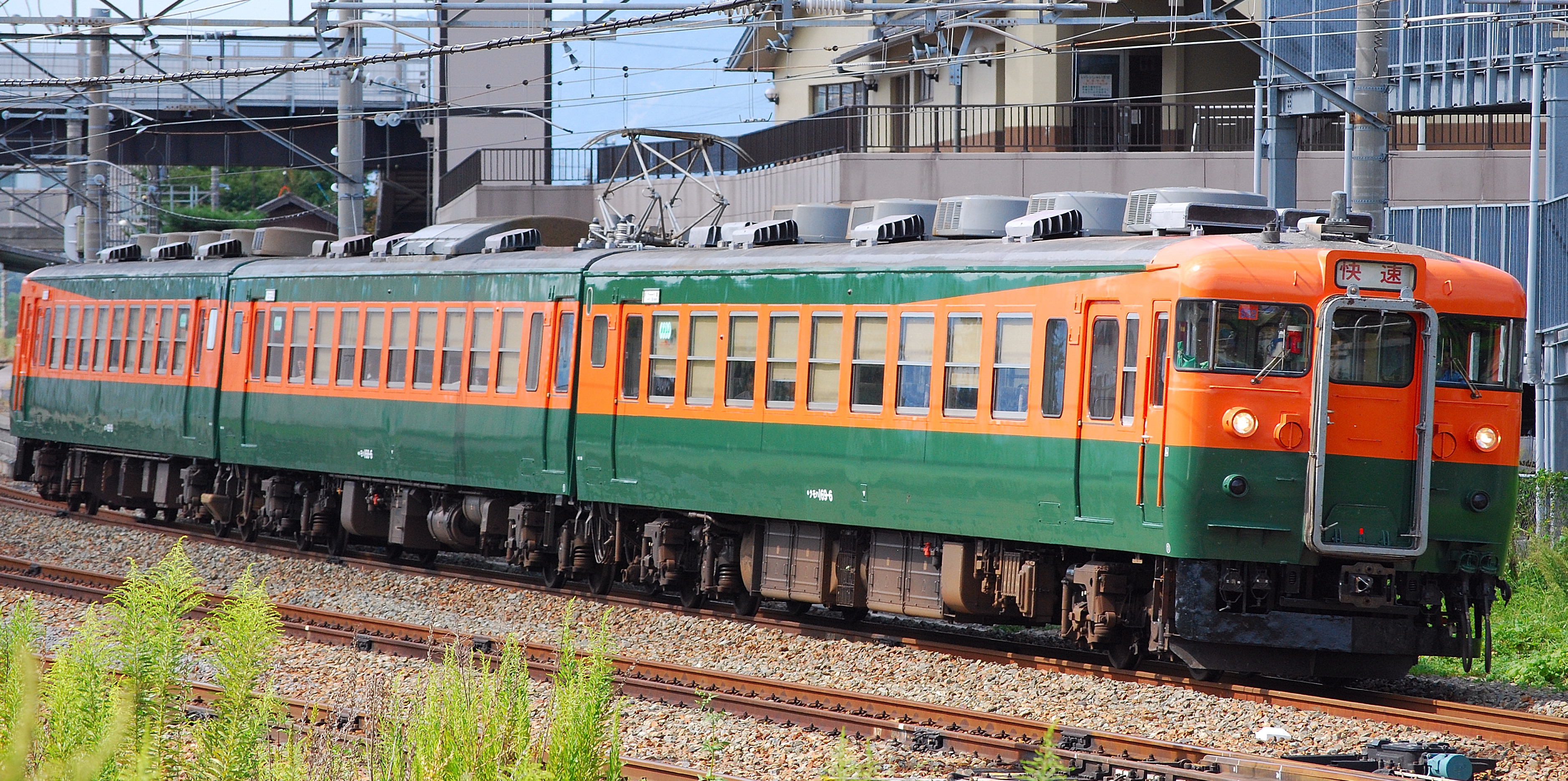
169계(쇼난 도색)
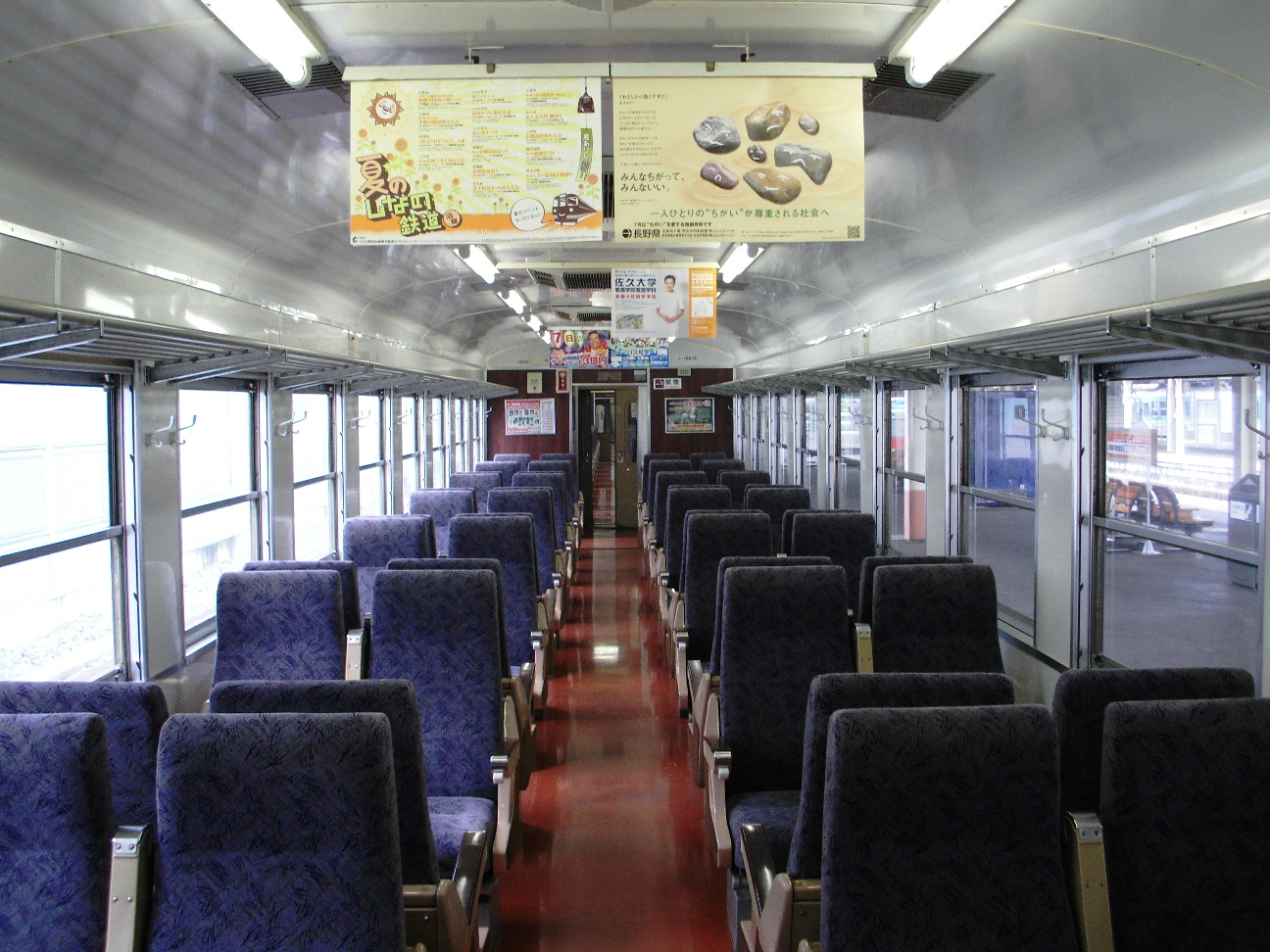
169계 차내 모습(2007년 7월)

## 특이 사항

### 촬영용 차량의 유치
2005년, 철도 시설 내에서의 영화, 텔레비전 드라마, 광고 촬영의 차량 유치를 개시하여, 동년부터 촬영을 하였다.

### 시나노 철도 팬클럽
구칭 「트레인 써포터」·「레일 써포터」.
- 트레인 써포터：차량의 보수 비용을 원조하는 것.
- 레일 써포터：레일의 보수 비용을 원조하는 것.

2006년에 이 둘을 통합해 「시나노 철도 팬클럽」이 창설되었다. 입회금은 1만엔으로, 특전으로서 「기간 한정 무료승차권」 「회원증 증정」 「맥주 트레인 초대」등이 있다.

### 기획 열차
시나노 철도에서는 상기의 「맥주 트레인」이나, 「새해 참배 열차」등의 기획 열차가 있다.

## 같이 보기
- 호쿠리쿠 신칸센 개통으로 재래선(기존선)을 계승할 철도 사업사
  - 에치고토키메키 철도
  - 아이노카제토야마 철도
  - IR 이시카와 철도
- 다른 신칸센 개통으로 재래선(기존선)을 계승한 철도 사업사
  - IGR 이와테 은하 철도
  - 아오이모리 철도
  - 히사쓰 오렌지 철도
  - 도난 이사리비 철도